# Leptherpum carinovatum
Leptherpum carinovatum är en mångfotingart som först beskrevs av Carl Graf Attems 1898.  Leptherpum carinovatum ingår i släktet Leptherpum och familjen Chelodesmidae. Inga underarter finns listade i Catalogue of Life.